# Campeonato Paraguayo de Fútbol 1959
El Campeonato Paraguayo de Fútbol de 1959 fue la cuadragésimo novena edición del principal torneo de fútbol de Paraguay.
El campeón del torneo fue el Club Olimpia quienes obtuvieron su décimo séptimo campeonato en la primera categoría.

## Desarrollo
|  | Campeón.    |
|  | Descendido. |

| Equipo                       |
| ---------------------------- |
| Club Olimpia                 |
| Club Libertad                |
| Club Sportivo Luqueño        |
| Club Guaraní                 |
| Club Sol de América          |
| Club Cerro Porteño           |
| General Caballero Sport Club |
| Club River Plate             |
| Club Nacional                |
| Club Presidente Hayes        |

| Bandera de Paraguay   |
| Campeón Club Olimpia  |
| Décimo séptimo título |